# Xã New Salem, Quận McDonough, Illinois
Xã New Salem (tiếng Anh: New Salem Township) là một xã thuộc quận McDonough, tiểu bang Illinois, Hoa Kỳ. Năm 2010, dân số của xã này là 369 người.